# Lucho Bermúdez
Luis Eduardo Bermúdez (* 25. Januar 1912 in El Carmen de Bolívar; † 23. April 1994 in Bogotá) war ein kolumbianischer Komponist.
Bermúdez, der bereits als Kind Militärmärsche und Walzer komponierte, studierte in Santa Maria. In der dortigen Militärkapelle spielte er Piccoloflöte, Flöte, Posaune, Euphonium, Trompete, Altsaxophon und Klarinette. In den 1930er Jahren kam er nach Cartagena, wo er das von Pianeta Pitalúa gegründete Orchester A No. 1 leitete.
Bei Radio Cartagena spielte er eine der ersten in Kolumbien entstandenen Plattenaufnahmen ein, den Porro Marbella. 1939 gründete er das Orquesta del Caribe, mit dem er in Bogotá Plattenaufnahmen einspielte. 1946 reiste er nach Buenos Aires, wo er mit der Sängerin Matilde Diaz aufnahm. Einige Monate später ging er nach Medellín und gründete hier das Orquesta de Lucho Bermúdez, dem auch der Komponist Alejandro Tobar angehörte. Hier entstanden Aufnahmen wie Salsipuedes und San Fernando, die als Meilensteine der kolumbianischen Diskographie gelten.
1950 nahm Bermúdez in Mexiko mehr als 50 Platten auf. Er arbeitete hier mit Musikern wie Benny Moré, Dámaso Pérez Prado und Tito Rodríguez zusammen. 1951 kam er auf Einladung von Ernesto Lecuona nach Kuba. Hier arbeitete er unter anderem mit La Sonora Matancera, Los Billo’s Caracas Boys und Los Melódicos. Nach seiner Rückkehr nach Kolumbien wirkte er bis zu seinem Tode in Medellín.
Bermúdez gilt als einer der bedeutendsten Komponisten und Interpreten kolumbianischer Volksmusik im 20. Jahrhundert. Er war einer der ersten Komponisten, der die karibischen Rhythmen von Porros, Cumbias, Gaitas, Fandangos, Mapalés, Paseos und Merengues mit der Sprache der zeitgenössischen Musik verband.

## Werke
- Roberto Méndez Gaita
- Taganga
- La gaita
- Gaiteando
- Minarete
- Los primos Sánchez
- Embeleso
- Te busco
- Kalamary
- Salsipuedes
- Borrachera
- Carmen de Bolívar
- Caracolí
- Porro operático
- Huracán
- Espíritu Colombiano

| Personendaten    | Personendaten             |
| ---------------- | ------------------------- |
| NAME             | Bermúdez, Lucho           |
| ALTERNATIVNAMEN  | Bermúdez, Luis Eduardo    |
| KURZBESCHREIBUNG | kolumbianischer Komponist |
| GEBURTSDATUM     | 25. Januar 1912           |
| GEBURTSORT       | El Carmen de Bolívar      |
| STERBEDATUM      | 23. April 1994            |
| STERBEORT        | Bogotá                    |